# Videnssociologi
Videnssociologi er et akademisk område, der beskæftiger sig med skabelsen, delingen og opfattelsen af viden i et samfund. Grundantagelsen er, at viden er skabt af mennesker i en social kontekst. Videnssociologien kan således undersøge hvordan "sociale grupper, positioner og interesser samt forskelle i samfundsstruktur" resulterer i forskelle i opfattelsen af viden. Traditionelt har videnssociologien dermed fokuseret på for eksempel sociale stratas dominans i produktionen af videnskabelig viden, hvor nyere videnssociologisk forskning i udpræget grad fokuserer på italesættelsen af viden og fænomener, hvilket kan ses som et spørgsmål om diskursiv magt.